# Rosita Forbes
Rosita Forbes, née Joan Rosita Torr le 16 janvier 1890 à Riseholme Hall près de Lincoln (Royaume-Uni) et morte le 30 juin 1967 à Warwick (Bermudes), est une exploratrice et femme de lettres britannique. En 1920-1921, elle est la première femme européenne à visiter l'oasis de Koufra en Libye (en collaboration avec l'explorateur égyptien Ahmed Hassanein), à une époque où ce territoire était fermé aux Occidentaux.

## Biographie
Elle est la fille de Herbert James Torr et de Rosita Graham Torr. Son père est député.
Lors de la Première Guerre mondiale, elle conduit une ambulance en France pendant deux ans. De 1917 à 1918, elle voyage en Asie avec une autre femme, Armorel Meinertzhagen, visitant trente pays. Après la guerre, ces dernières parcourent l'Afrique du Nord, « avec peu d'argent mais beaucoup d'ingéniosité ». Elle écrit un premier livre, Unconducted wanderers (1919). L'année suivante, elle prétend être une femme arabe appelée « Sitt Khadija » pour visiter l'oasis de Koufra, devenant la première femme européenne (et seulement le deuxième Européen, hommes et femmes confondus) à se rendre à cet endroit. La façon dont elle a dépeint son guide, Ahmed Hassanein, comme une personnalité mineure du périple, a été critiquée par plusieurs observateurs, rappelant qu'il était un diplomate éduqué à Oxford.
Dans l'entre-deux-guerres, elle trouve son public grâce à des livres et à des conférences. Cependant, sa réputation est ternie dans les années 1930 pour sa description d'une promenade dans un jardin fleuri avec Adolf Hitler, et ses rencontres avec Benito Mussolini. Elle publie un livre d'entrevues en 1940, These Men I Knew (Ces hommes que je connaissais), insistant sur le fait qu'elle ne faisait que rendre compte de leur politique, cela n'étant pas une marque d'approbation. Elle a également donné des conférences pour appuyer l'effort de guerre britannique au Canada et aux États-Unis. Avec son mari, elle part vivre aux Bahamas pour éviter une autre controverse.
Elle est nommée membre de la Royal Geographical Society et reçoit des médailles de la Société géographique royale d'Anvers et de la Société de géographie française ainsi, en 1924, qu'un prix de la Société royale des arts. Elle a également réalisé un film de voyage, From Red Sea to Blue Nile, et deux de ses romans sont devenus des films muets (Fighting Love en 1927 et The White Sheik en 1928), sur la base de ses livres If the Gods Laugh et Account Rendered). La biographie qu'elle publie en 1924, The Sultan of the Mountains : The Life of Story of Raisuli, a été adaptée à l'écran en 1972 par John Milius : Le Lion et le Vent.

## Vie privée
Elle se marie au colonel Robert Foster en 1911. Ils divorcent après qu'elle l'ait quitté, en 1917 ; elle vend son anneau de mariage et part pour l'Afrique du Sud. Elle se remarie en 1921, avec Arthur Thomas McGrath. Elle est veuve en 1962.

## Ouvrages
- Unconducted wanderers, 1919
- The secret of the Sahara: Kufara, 1921
- The sultan of the mountains : the life story of Raisuli, 1924
- From Red sea to Blue Nile; Abyssinian adventure, 1925 (also published under the title From Red Sea to Blue Nile; a thousand miles of Ethiopia?)
- Adventure, 1928
- Conflict; Angora to Afghanistan, 1931
- Eight republics in search of a future; evolution & revolution in South America, 1932
- Women called wild, 1935
- Forbidden road--Kabul to Samarkand, 1937
- These are real people, 1937
- A unicorn in the Bahamas, 1939
- India of the princes, 1939
- These men I knew, 1940
- Gypsy in the sun, 1944
- Appointment with destiny, 1946
- Henry Morgan, pirate, 1946
- Sir Henry Morgan, pirate & pioneer, 1948
- Islands in the sun, 1949

## Sources
- (en) Cet article est partiellement ou en totalité issu de l’article de Wikipédia en anglais intitulé « Rosita Forbes » (voir la liste des auteurs).